# Dekanat Błaszki
Dekanat Błaszki – jeden z 33 dekanatów w rzymskokatolickiej diecezji kaliskiej.

## Parafie
W skład dekanatu wchodzi 6 parafii:
- parafia św. Anny – Błaszki
- parafia Świętego Krzyża – Brzeziny
- parafia św. Stanisława – Gruszczyce
- parafia św. Marii Magdaleny – Kalinowa
- parafia Niepokalanego Serca Najświętszej Maryi Panny – Sobiesęki
- parafia Najświętszej Maryi Panny Niepokalanie Poczętej – Wojków

## Sąsiednie dekanaty
Grabów, Ołobok, Opatówek, Sieradz II (diec. włocławska), Warta (diec. włocławska), Złoczew